# Adicella hakkariensis
Adicella hakkariensis är en nattsländeart som beskrevs av Malicky 1987. Adicella hakkariensis ingår i släktet Adicella och familjen långhornssländor. Inga underarter finns listade i Catalogue of Life.